# Эльвира
Эльви́ра — женское имя.
По одной из версий, имя Эльвира произошло от названия германо-скандинавских духов альвов (эльфы, эльвары), которые в древние времена почитались как символ плодородия. По другой версии, имя Эльвира имеет испанское происхождение и означает «белая». Согласно третьей версии Эльвира имеет немецкие или вестготские корни и означает «бдительная» или «заслуживающая доверия».
Наибольшее распространение имя имеет в Испании, Португалии и Латинской Америке, а также в Татарстане и Башкортостане.
Уменьшительная форма: Э́ва, Э́ля (тж. от имени Элеонора).

## Известные носители
- Эльвира Кастильская (королева Леона) (965—1017)
- Эльвира Кастильская (королева Сицилии) (около 1100—1135), жена Рожера II, короля Сицилии
- Эльвира Кастильская (около 1071—1151), жена Раймунда IV, графа Тулузы
- Эльвира из Торо (1038/9-1101), дочь короля Фердинанда I Великого
- Эльвира Мендес, королева Леона в 1008—1022 гг.
- Эльвира Рамирес (около 935 — около 986), регент королевства Леон в 966—975

## Герои художественных произведений
- Эльвира — повелительница тьмы, — героиня одноимённой чёрной комедии
- Эльвира Кут — Бабуля Дак, бабушка Дональда Дака
- Эльвира, героиня оперы «Пуритане»
- Эльвира, героиня оперы «Эрнани»
- Эльвира, героиня оперы «Итальянка в Алжире»
- Донна Эльвира, героиня оперы «Дон Жуан»
- Эльвира Хэнкок, возлюбленная Тони Монтаны в фильме «Лицо со шрамом»

## В астрономии
- (277) Эльвира — астероид, открытый в 1888 году